# Manchester United F.C. Reserves and Academy
Manchester United 2 este echipa 2-a a celor de la Manchester United. Acolo se află și academia celor de la Manchester United care este una dintre cele mai bune din lume.